# Independent Spirit Awards 1993
Die achte Verleihung der Independent Spirit Awards fand am 27. März 1993 statt.

## Zusammenfassung
Robert Altmans bittere Satire auf Hollywood, The Player, wurde bester Film, aber sonst für keinen anderen Award nominiert. Quentin Tarantinos erster Spielfilm Reservoir Dogs – Wilde Hunde holte dagegen drei Nominierungen, doch unterlag im Wettbewerb um die beste Regie (Carl Franklin gewann) und den besten Debütfilm. Abel Ferraras Bad Lieutenant erhielt drei Nominierungen, es gewann aber nur Hauptdarsteller Harvey Keitel. Jim Jarmuschs Taxifahrerballade Night on Earth erhielt den Kamerapreis, sonst aber keine Nominierungen. Der zum zweiten Mal für den besten ausländischen Film nominierte Neil Jordan gewann für The Crying Game und verwies so Schwergewichte des Weltkinos wie Nikita Sergejewitsch Michalkow und Zhang Yimou auf die Plätze.

## Gewinner und Nominierte

### Bester Film
The Player – David Brown, Michael Tolkin, Nick Wechsler
Bad Lieutenant – Mary Kane, Edward R. Pressman
Gas Food Lodging - Verlorene Herzen (Gas Food Lodging) – William Ewart, Daniel Hassid, Seth Willenson
Mississippi Masala – Mira Nair, Michael Nozik
One False Move – Ben Myron

### Bester Debütfilm
Waterdance – Neal Jimenez, Michael Steinberg, Gale Anne Hurd, Marie Cantin, Guy Riedel
Laws of Gravity – Nick Gomez, Bob Gosse, Larry Meistrich
My New Gun – Stacy Cochran, Michael Flynn
Reservoir Dogs – Wilde Hunde (Reservoir Dogs) – Quentin Tarantino, Lawrence Bender
Swoon – Tom Kalin, Christine Vachon

### Bester Hauptdarsteller
Harvey Keitel – Bad Lieutenant
Craig Chester – Swoon
Laurence Fishburne – Jenseits der weißen Linie (Deep Cover)
Peter Greene – Laws of Gravity
Michael Rapaport – Zebrahead

### Beste Hauptdarstellerin
Fairuza Balk – Gas Food Lodging - Verlorene Herzen (Gas Food Lodging)
Edie Falco – Laws of Gravity
Catherine Keener – Johnny Suede
Sheryl Lee – Twin Peaks – Der Film (Twin Peaks: Fire Walk with Me)
Cynda Williams – One False Move

### Bester Nebendarsteller
Steve Buscemi – Reservoir Dogs – Wilde Hunde (Reservoir Dogs)
William Forsythe – Waterdance
Jeff Goldblum – Jenseits der weißen Linie (Deep Cover)
Wesley Snipes – Waterdance
David Strathairn – Passion Fish

### Beste Nebendarstellerin
Alfre Woodard – Passion Fish
Brooke Adams – Gas Food Lodging - Verlorene Herzen (Gas Food Lodging)
Sara Gilbert – Poison Ivy – Die tödliche Umarmung (Poison Ivy)
Karen Sillas – Simple Men
Danitra Vance – Manny und Dan – Leben und Sterben in der Bronx (Jumpin’ at the Boneyard)

### Beste Regie
Carl Franklin – One False Move
Allison Anders – Gas Food Lodging -  Verlorene Herzen (Gas Food Lodging)
Abel Ferrara – Bad Lieutenant
Tom Kalin – Swoon
Quentin Tarantino – Reservoir Dogs – Wilde Hunde (Reservoir Dogs)

### Bestes Drehbuch
Neal Jimenez – Waterdance
Allison Anders – Gas Food Lodging - Verlorene Herzen (Gas Food Lodging)
Keith Gordon – Spezialeinheit IQ (A Midnight Clear)
Paul Schrader – Light Sleeper
Billy Bob Thornton – One False Move

### Beste Kamera
Frederick Elmes – Night on Earth
Jon Jost – All’ die Vermeers in New York (All the Vermeers in New York)
Ellen Kuras – Swoon
Edward Lachman – Light Sleeper
Jean de Segonzac – Laws of Gravity

### Beste Filmmusik
Angelo Badalamenti – Twin Peaks – Der Film (Twin Peaks: Fire Walk with Me)
Jon A. English – All’ die Vermeers in New York (All the Vermeers in New York)
Taj Mahal – Zebrahead
Maureen McElheron – The Tune
Terry Plumeri, Peter Haycock, Derek Holt – One False Move

### Bester ausländischer Film
The Crying Game – Neil Jordan
Danzón – María Novaro
Rote Laterne (Da hong deng long gao gao gua) – Zhang Yimou
Urga – Nikita Sergejewitsch Michalkow